# Županovice (district de Příbram)
Pour les articles homonymes, voir Županovice.
Županovice (en allemand : Schupanowitz) est une commune du district de Příbram, dans la région de Bohême-Centrale, en République tchèque. Sa population s'élevait à 71 habitants en 2020.

## Géographie
Županovice est arrosée par la Vltava et se trouve à 12 km au sud-est de Dobříš, à 21 km à l'est-nord-est de Příbram et à 40 km au sud-sud-ouest de Prague.
La commune est limitée par Borotice au nord, par la Vltava et la commune de Křepenice à l'est, par Dublovice et Hříměždice au sud, et par Nečín et Drevníky à l'ouest.

## Histoire
La première mention écrite de la localité date de 1235.

## Transports
Par la route, Županovice se trouve à 14 km de Dobříš, à 25,7 km de Příbram et à 59 km de Prague.